# Марль
Марль (нем. Marl) — город в Германии, в земле Северный Рейн-Вестфалия. Подчинён административному округу Мюнстер. Входит в состав района Реклингхаузен. Население составляет 87 557 человек (на 31 декабря 2010 года).

## География
Город примыкает к северу к лесным массивам Харда и природному парку Хох-Марк, образует плавный переход между промышленным Руром и сельским Мюнстерландом. Северная граница города почти полностью совпадает с течением реки Липпе. Примерно 60 % общей площади города — поля, леса, водотоки, парки и другие зеленые зоны. На севере Марл примыкает к Халтерн-ам-Зее, на востоке простирается до Эр-Эркеншвика, на юго-востоке — до Реклингхаузена, на юге — до Хертена, на юго-западе — до Гельзенкирхена, на западе до — Дорстена.

## История

### Ранняя история
Городская территория уже была заселена в старом и среднем каменном веке, как подтверждают многие археологические находки в районе Синсен. Остатки первых поселений датируются 600 годом до нашей эры.
В 300 г. до н. э. кельтские племена поселились в этом районе, но были изгнаны путем вторжения германских племен. Затем Бруктер контролировал район к северу от реки Липпе, а Марсер жил к югу от Липпе. Германское вторжение было остановлено наступлением римлян, которые построили огромный форт в Хальтерне; остатки меньшего римского форта были найдены на границе города между Полсумом и Гертеном. После битвы в тевтобургским лесу в 9 г. н. э. римляне потеряли большую часть своего влияния и отступили за рекой Рейн. Район снова оказался в германском владении.
В 80-х годах Бруктер был выслан соперничающими племенами и перебрался в сегодняшнюю область Реклингхаузена.

### Раннее Средневековье
Следующее миграционное движение произошло в районе Марла между V и VII веками, когда саксы вторглись с северо-востока через Липпе в бывшую область Бруктер. В 1920-х годах археологические раскопки доказали, что Бруктер построил круговое городище в районе Синсен для защиты от саксонских атак. Сегодня городок узнаваем только для специалиста и находится в заповеднике Die Burg (в прямом переводе «замок»), который назван в честь городища. Городище использовалось сельским населением как защитный барьер до позднего средневековья.
Заверенные письменные региональные факты относят к раннему средневековью, IX—X вв., однако не были задокументированы до конца XIX и начала XX века.

### Происхождение названия
Марл был впервые зарегистрирован в 890 году в урбанизме бенедиктинского аббатства Верден, который был основан в 799 году во время саксонских войн. Там написано, что Дагубрахт передал свое владение и доходы аббатству за его спасение. Название «Марл» происходит от средневекового названия места — «меронхлейр». Лингвисты интерпретировали это имя как «болотистый диапазон» или «диапазон в пруду». Название менялось на протяжении веков от «Марлар», «Маерл» до «Марлера» и, наконец, Марла.

### Средневековье и ранний современный век
В конце XVI века в Марле проживали 800 жителей, большинство из них жили в фермерском сообществе Дрюера.
В «Войне за Юлич-Клевские преемники» фермерские общины вокруг Марла были разграблены голландскими и испанскими войсками, которые присоединились к войне. Непосредственно после этого конфликта началась Тридцатилетняя война, грабежи продолжились. После войны воцарился мир на протяжении многих веков. Во время французской кампании Чарльза, принца Субиза, в Семилетней войне в 1758 году, разграбление Марла началось снова.
Переломным моментом в истории Марла стал 21 января 1875 года: в этот день буровая компания «Симсон» обнаружила угольное месторождение на глубине 514 метров в городском районе Полсум. Дополнительные бурения в Марле привели к образованию угольных шахт.

### Основание угольной шахты «Огюст Виктория»
Август Штайн и Юлиус Шефер из Дюссельдорфа основали шахту «Огюст Виктория» в 1898 году в Дюссельдорфе, а добыча угля была запланирована по претензиям «Ханси 1» и «Ханси 2». 1 мая 1900 года начались заглубления, а в 1903 году главный офис перебрался в городской округ Мэрлз Хюльс. В конце 1905 года на шахте «АВ 1» началось производство угля. Эпоним для шахты был «Августа Виктория из Шлезвиг-Гольштейна» (1858—1921), последняя немецкая императрица и жена императора Вильгельма II. Шахта считалась в Германии одной из высокопродуктивных шахт, была закрыта в конце 2015 года из-за прекращения добычи угля в Германии.

### Создание угольной шахты «Брассерт»
В 1905 году в Марле была основана ещё одна угольная шахта, она была назван в честь Германа Брассерта, «отца общего закона о горных работах 1865 года». В 1910 году началась добыча угля, в 1950-х годах на Брассерте было занято около 5000 человек В 1972 году рудник был закрыт, 2/3 шахтного района превратились в коммерческий парк, а оставшаяся территория — в базу отдыха. Старые входные здания служат художественной студией и бюро велосипедного общества. Городской район вокруг рудника был назван Брассерт, так как шахта построила дома вокруг ямы для своих рабочих.

## Известные уроженцы, жители
Никлас Нинас (род. 14 апреля 1992, Марль) — немецкий политик, депутат Европейского парламента IX созыва.

## Фотографии

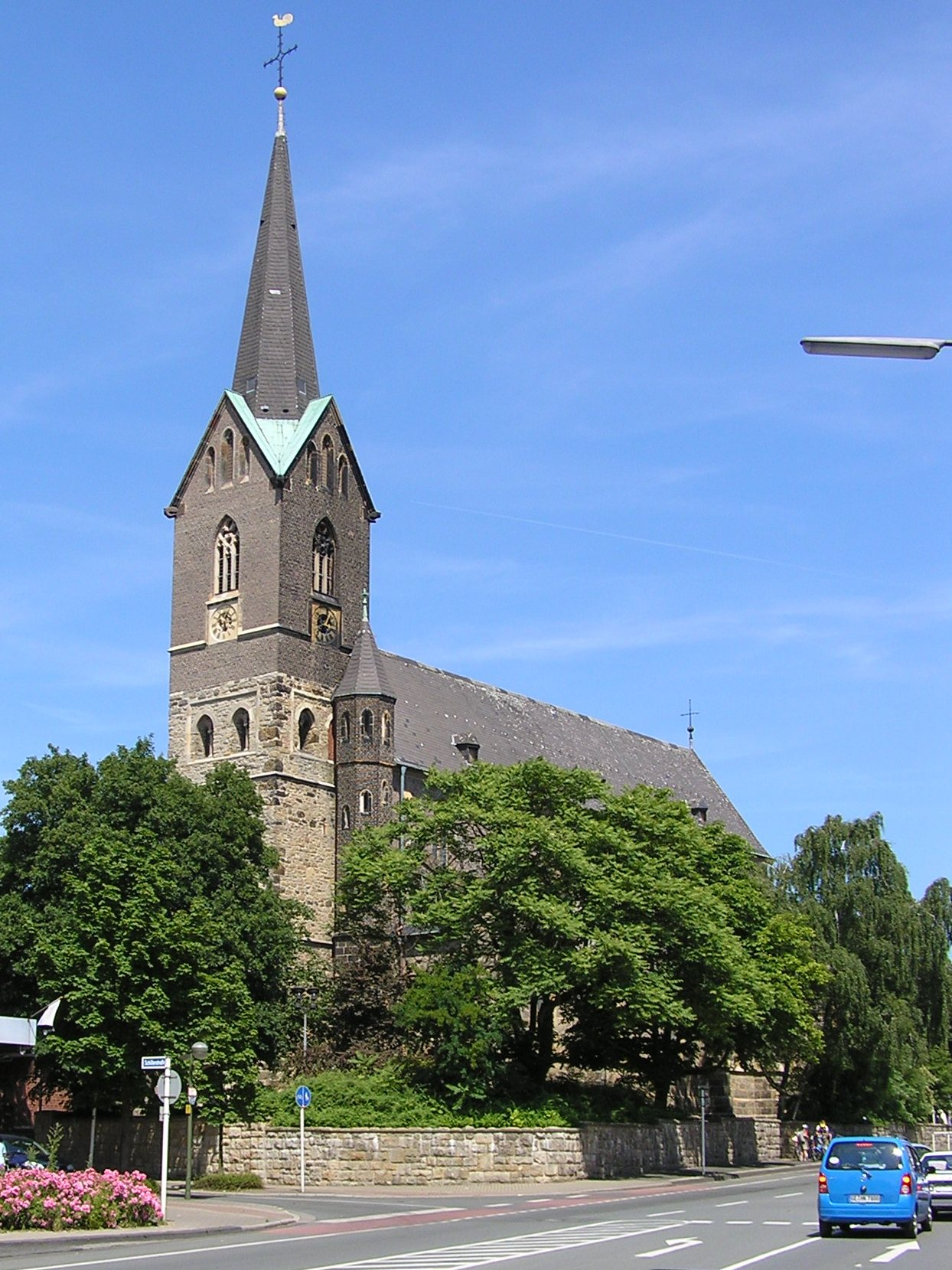
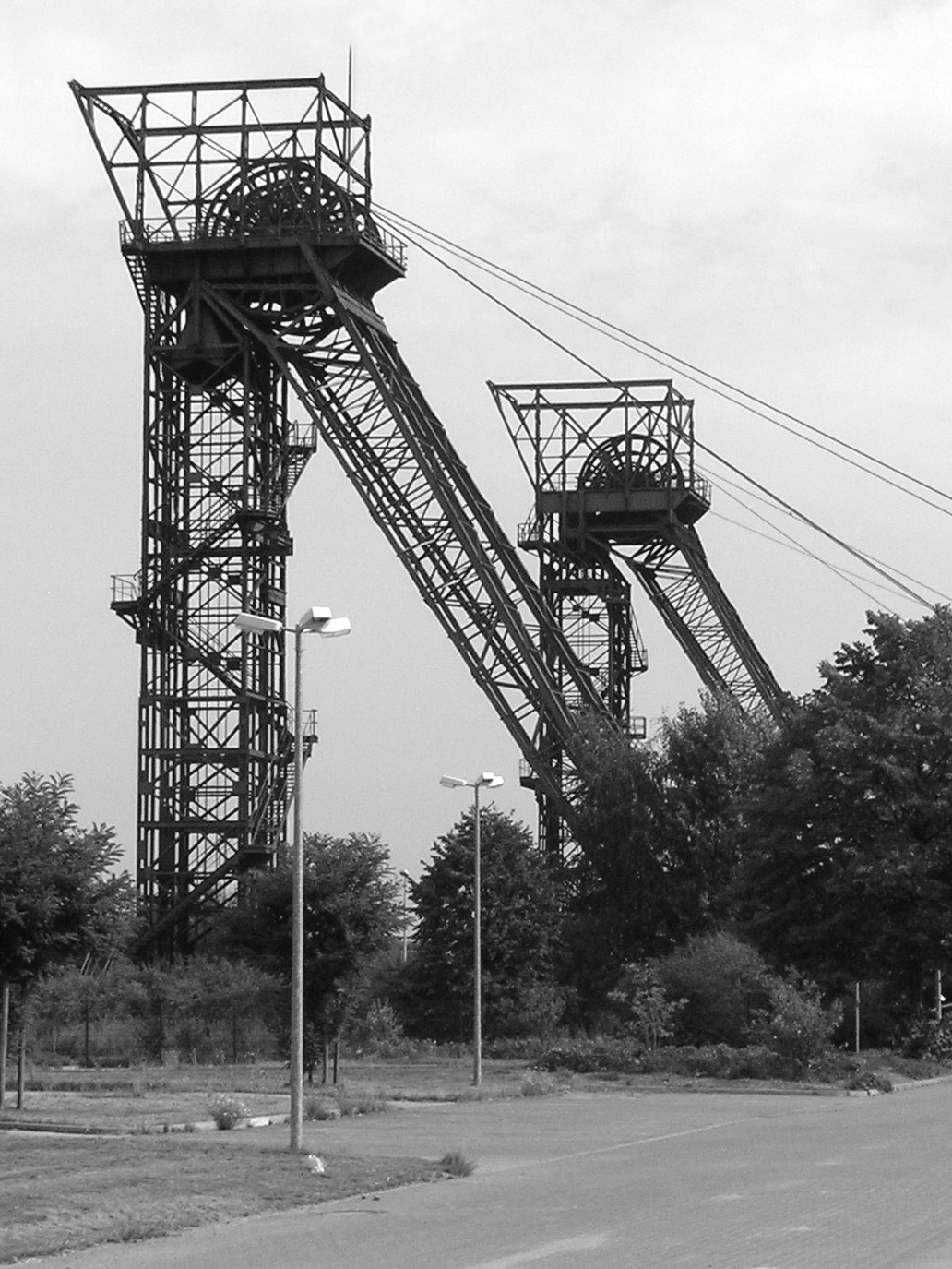
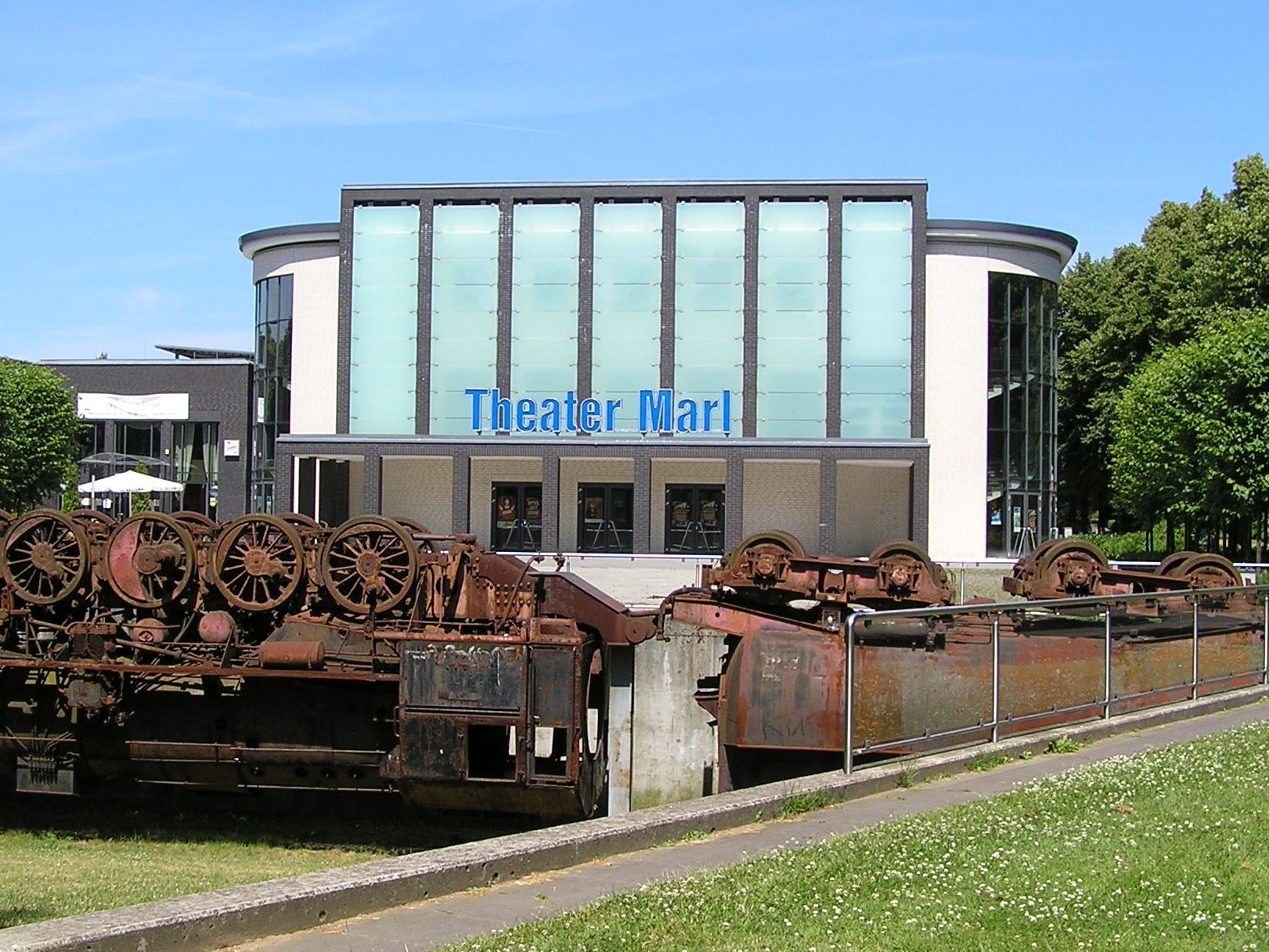
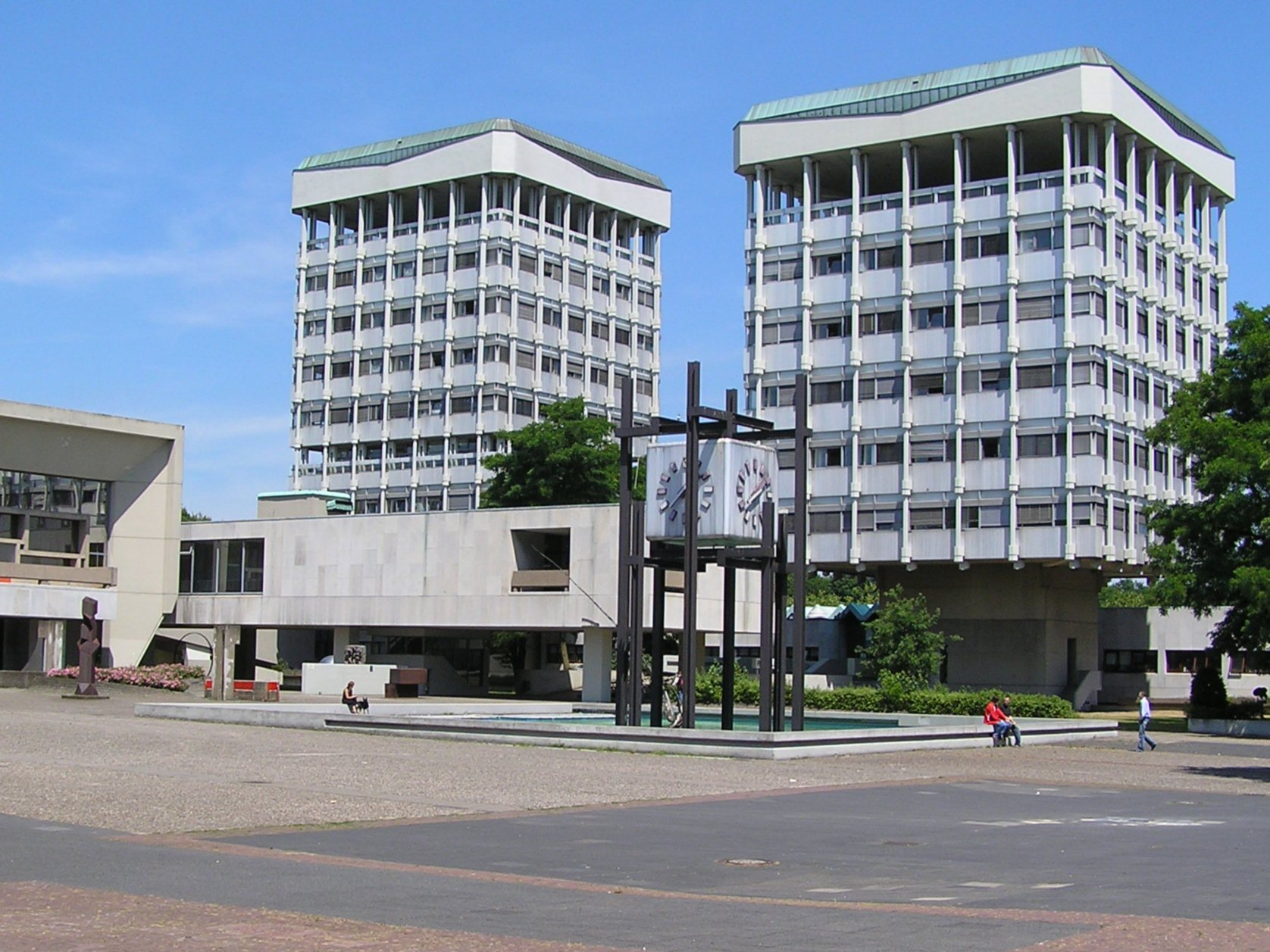
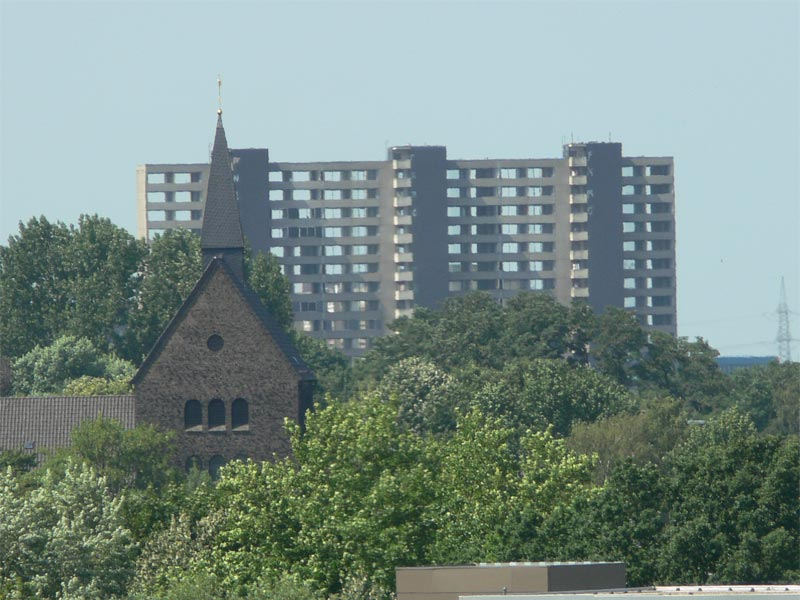
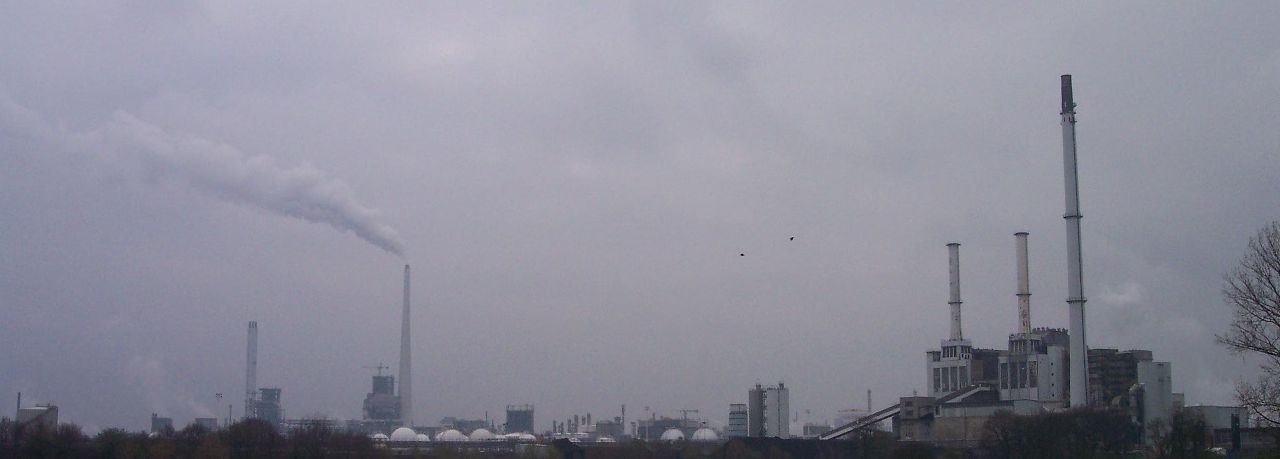